# Уанье
Уанье́ (фр. Oigney) — коммуна во Франции, находится в регионе Франш-Конте. Департамент — Верхняя Сона. Входит в состав кантона Комбофонтен. Округ коммуны — Везуль.
Код INSEE коммуны — 70392.

## География
Коммуна расположена приблизительно в 290 км к юго-востоку от Парижа, в 60 км севернее Безансона, в 28 км к северо-западу от Везуля.

## Население
Население коммуны на 2010 год составляло 50 человек.
| 1962 | 1968 | 1975 | 1982 | 1990 | 1999 | 2010 |
| ---- | ---- | ---- | ---- | ---- | ---- | ---- |
| 122  | 114  | 84   | 64   | 49   | 50   | 50   |

## Администрация
| Период | Период | Фамилия          | Партия | Примечания |
| ------ | ------ | ---------------- | ------ | ---------- |
| 2001   | 2003   | Жан-Мишель Клерк |        |            |
| 2003   | 2008   | Франсин Дрюэ     |        |            |
| 2008   | 2014   | Жан-Мишель Клерк |        |            |

## Экономика

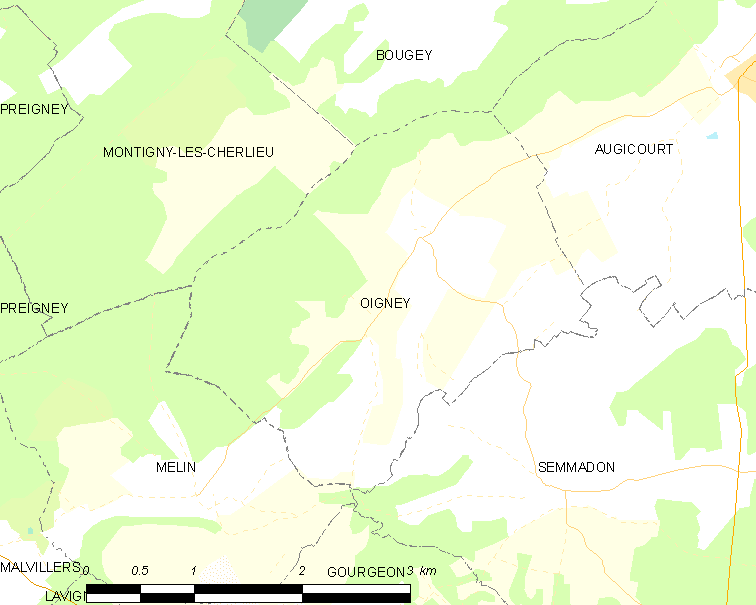
Карта коммуны

В 2010 году среди 22 человек трудоспособного возраста (15—64 лет) 10 были экономически активными, 12 — неактивными (показатель активности — 45,5 %, в 1999 году было 52,0 %). Из 10 активных жителей работали 9 человек (6 мужчин и 3 женщины), безработной была 1 женщина. Среди 12 неактивных 4 человека были учениками или студентами, 3 — пенсионерами, 5 были неактивными по другим причинам.